# NGC 6940
NGC 6940 is een open sterrenhoop in het sterrenbeeld Vosje. Het hemelobject werd op 17 juli 1784 ontdekt door de Duits-Britse astronoom William Herschel. Deze open sterrenhoop bevat de veranderlijke ster FG Vulpeculae.

## Synoniemen
- OCL 141